# Laparotomía
La laparotomía o celiotomía es una cirugía que se hace con el propósito de abrir, explorar y examinar para tratar los problemas que se presenten en el abdomen. Existen dos tipos de laparotomía, la simple y la exploratoria.
Cuando el acceso al abdomen se hace por la línea media, se denomina celiotomía. Si, en cambio, el acceso se realiza desde un costado, se denomina laparotomía.
Algunos problemas del interior del abdomen se pueden diagnosticar con exámenes no invasivos, como la radiografía o la tomografía axial computarizada, pero muchos requieren cirugía para "explorar" el abdomen y obtener un diagnóstico preciso.
Mientras el paciente se encuentra bajo anestesia general o anestesia regional, el cirujano realiza una incisión en el abdomen y examina los órganos abdominales. El tamaño y localización de la incisión depende de la situación clínica. Se pueden tratar a las áreas afectadas y tomar muestras de tejido (biopsia).
Incisiones quirúrgicas de la pared abdominal anterior:
- Supra umbilical.
- Pararectal superior derecha e izquierda.
- Subcostal.
- Infra umbilical.
- Pararectal inferior derecha e izquierda.
- McBurney.
- Pfannenstiel.

Las enfermedades que se pueden descubrir por una laparotomía exploratoria son, entre otras:
- Inflamación del apéndice (apendicitis aguda).
- Inflamación del páncreas (pancreatitis aguda o crónica).
- Sacos de infección (absceso retroperitoneal, absceso abdominal, absceso pélvico).
- Presencia de tejido uterino (endometrio) en el abdomen (endometriosis).
- Inflamación de las trompas de Falopio (salpingitis).
- Tratamiento de la perforación esófagica tras ingestión de cáusticos.
- Tejido cicatricial en el abdomen (adherencias).
- Cáncer (de ovario, colon, páncreas, hígado).
- Inflamación de un saco intestinal (diverticulitis).
- Orificio en el intestino (perforación intestinal).
- Embarazo en el abdomen en vez del útero (embarazo ectópico).
- Colecistitis (inflamación de la vesícula biliar).

Esta cirugía también se puede utilizar para determinar la extensión de algunos cánceres (linfoma de Hodgkin).
El pronóstico varía según el diagnóstico al momento de la laparotomía.
Al terminar en caso de laparotomía exploratoria se decide si se cierra o se deja abierto (bolsa de Bogotá) y si se emerge a paciente de la anestesia general o no.